# Боровлянка (Білозерський район)
Боровля́нка (рос. Боровлянка) — село у складі Білозерського району Курганської області, Росія. Адміністративний центр Боровлянської сільської ради.
Населення — 852 особи (2010, 974 у 2002).